# Blinky Bill (film)
Pour l’article homonyme, voir Blinky Bill (homonymie).
Série
88 min
Pour plus de détails, voir Fiche technique et Distribution.
Blinky Bill est un long métrage d'animation australien-irlandais-indien de Deane Taylor sorti en 2015 basé sur le personnage de Blinky Bill créé par Dorothy Wall pour une série de livres pour enfants en 1933. Le film a été produit par Flying Bark Productions et coproduit par Assemblage Entertainment et Telegael.

## Synopsis
Blinky Bill est un petit koala à l'imagination débordante. Aventurier dans l'âme, il souhaite fuir le village d'Aboribrousse pour retrouver son père, un explorateur disparu dans le bush australien. C'est un territoire dangereux, où se terrent d'étranges créatures et où l'infâme Schnoki s'est emparé du pouvoir et fait régner la terreur. Seul le vieux Bill peut y remédier.

## Distribution

### Voix originales
- Ryan Kwanten : Blinky Bill le koala
- Rufus Sewell : Sir Claude le British shorthair maléfique
- Toni Collette : Beryl et Cheryl les émeus
- David Wenham : Jacko le lézard à collerette
- Deborah Mailman : Mrs. Bill (Betty) la mère de Blinky Bill
- Richard Roxburgh : Mr. Bill (William) la père de Blinky Bill
- Robin McLeavy : Nutsy (Naïa) le koala d'zoo
- Barry Otto : Cranklepot le varan qui est le maire de le village d'Aboribrousse
- Barry Humphries : Wombo le wombat
- Tin Pang: Jorge le cacatoès chauve

### Voix françaises
- Damien Locqueneux : Blinky Bill
- Math se fait des films : Sir Claude
- Nathalie Van Tongelen : Naïa
- Romain Angeveld : Jorge
- Fanny Jandrain : Betty, la mère de Blinky Bill
- Tristan Moreau : Jacko
  - Le doublage francophone a été produit par la société Studio 100, sous la direction artistique de Tristan Moreau.

Galerie photo des acteurs
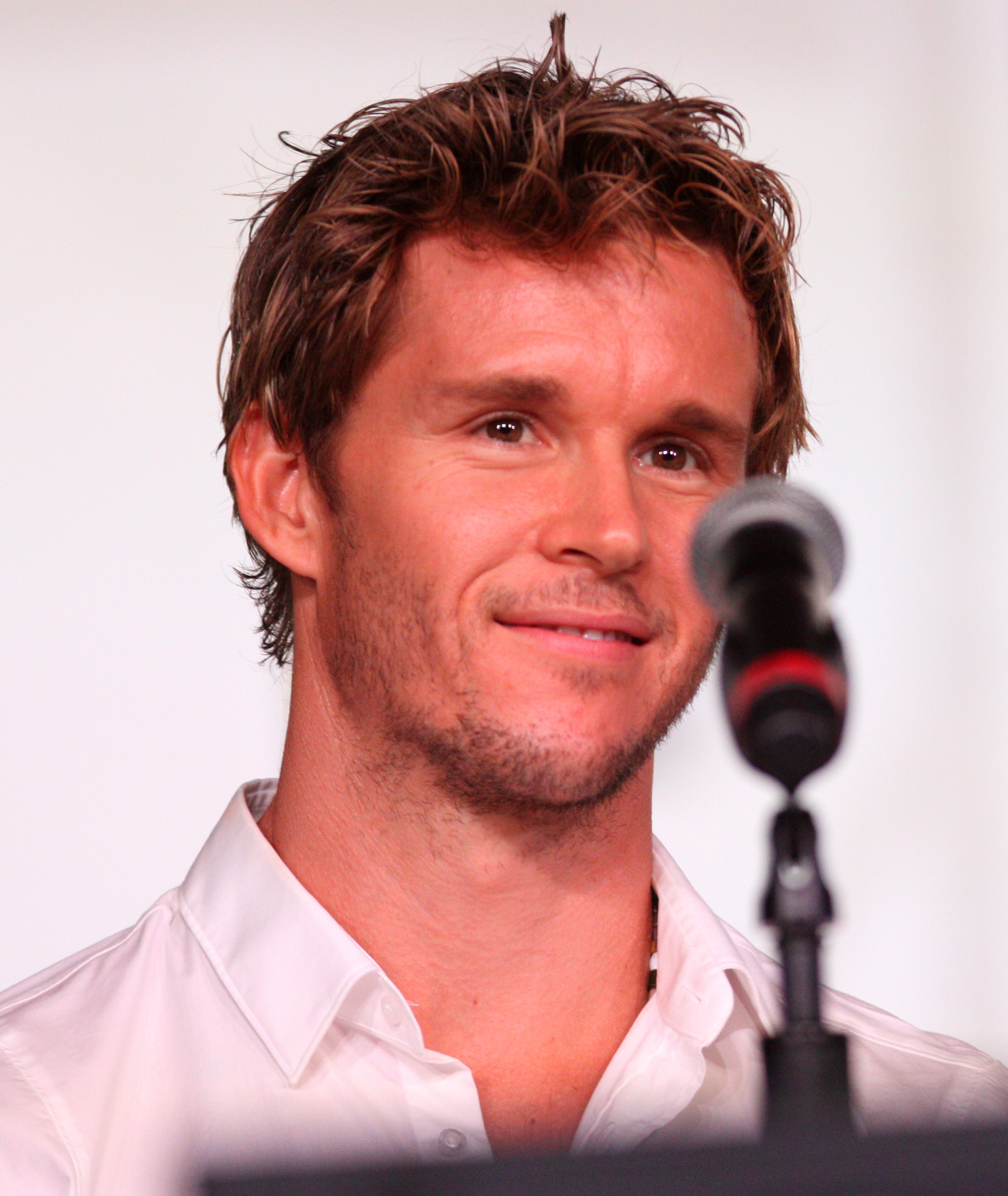
Ryan Kwanten
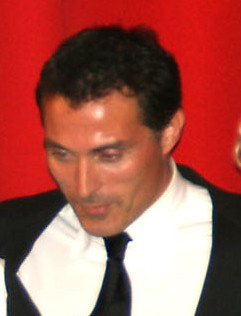
Rufus Sewell
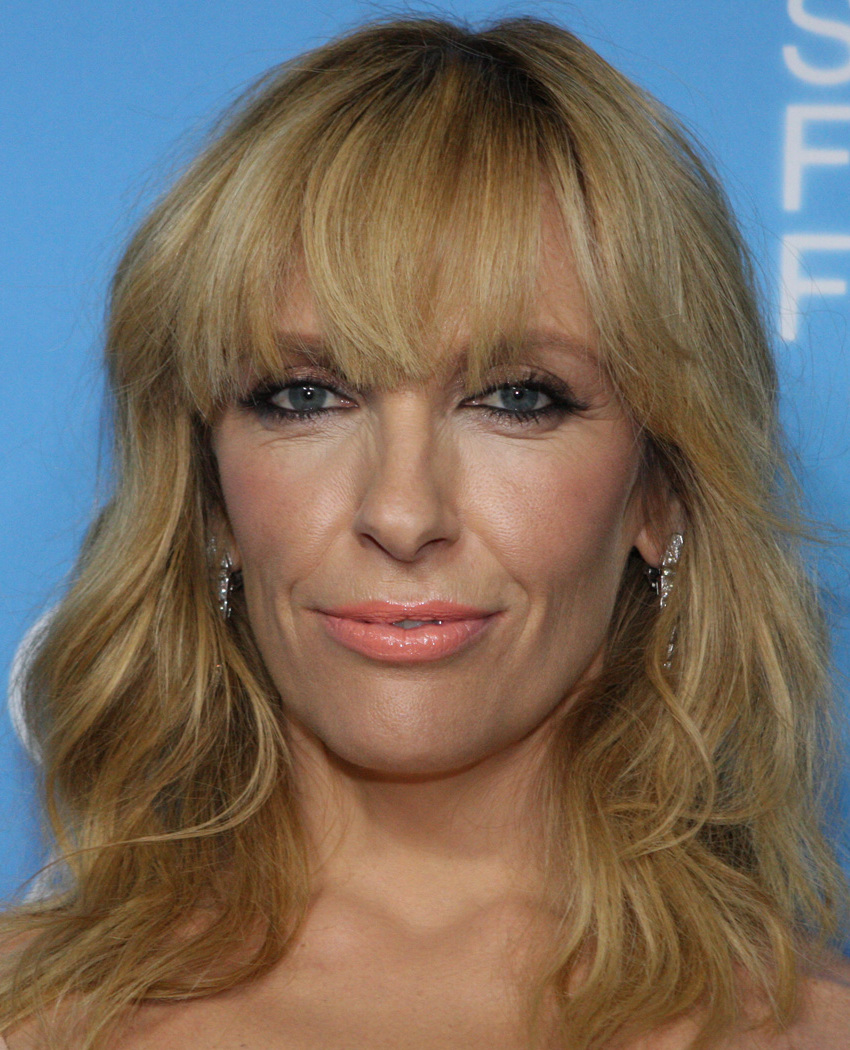
Toni Collette
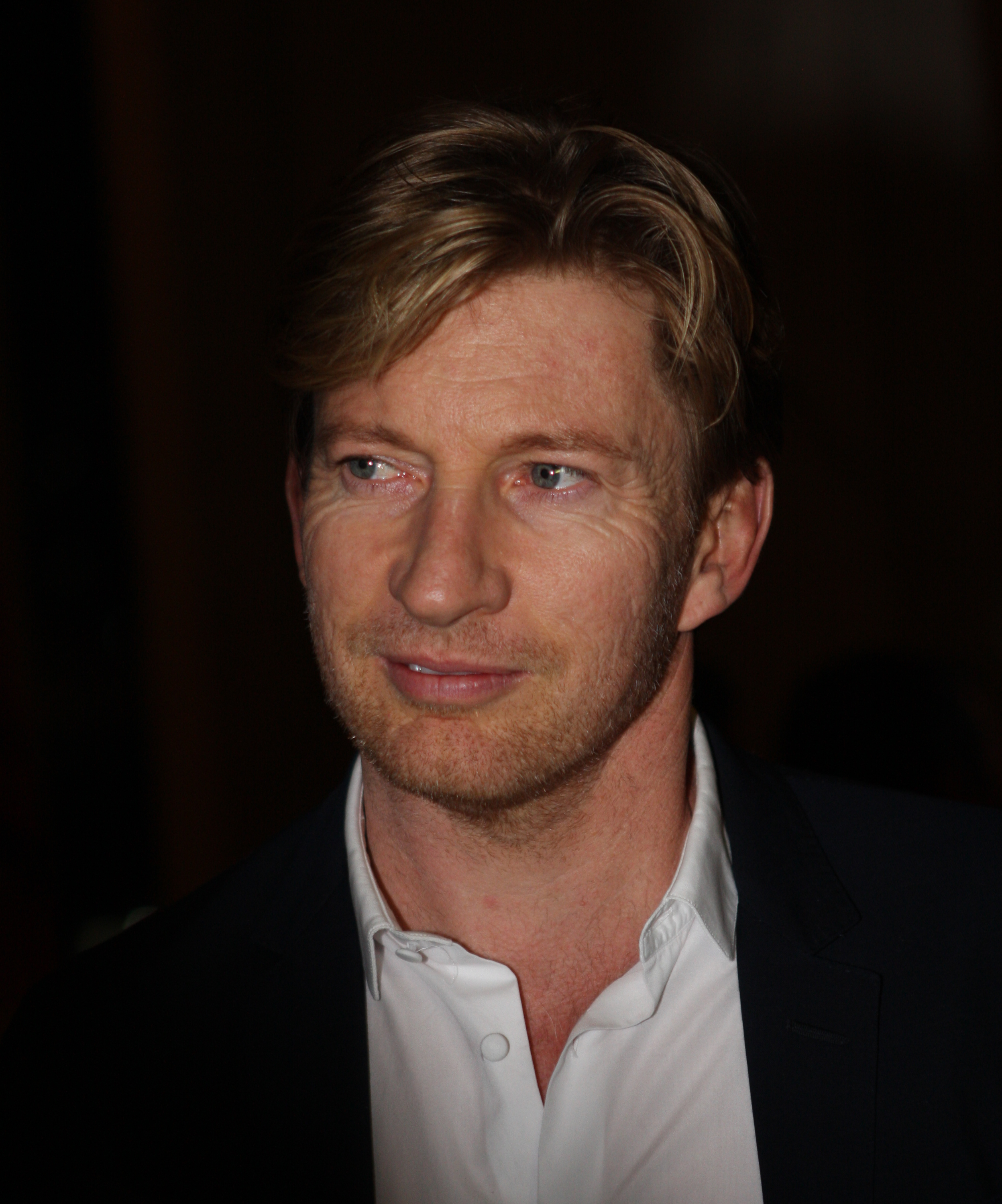
David Wenham
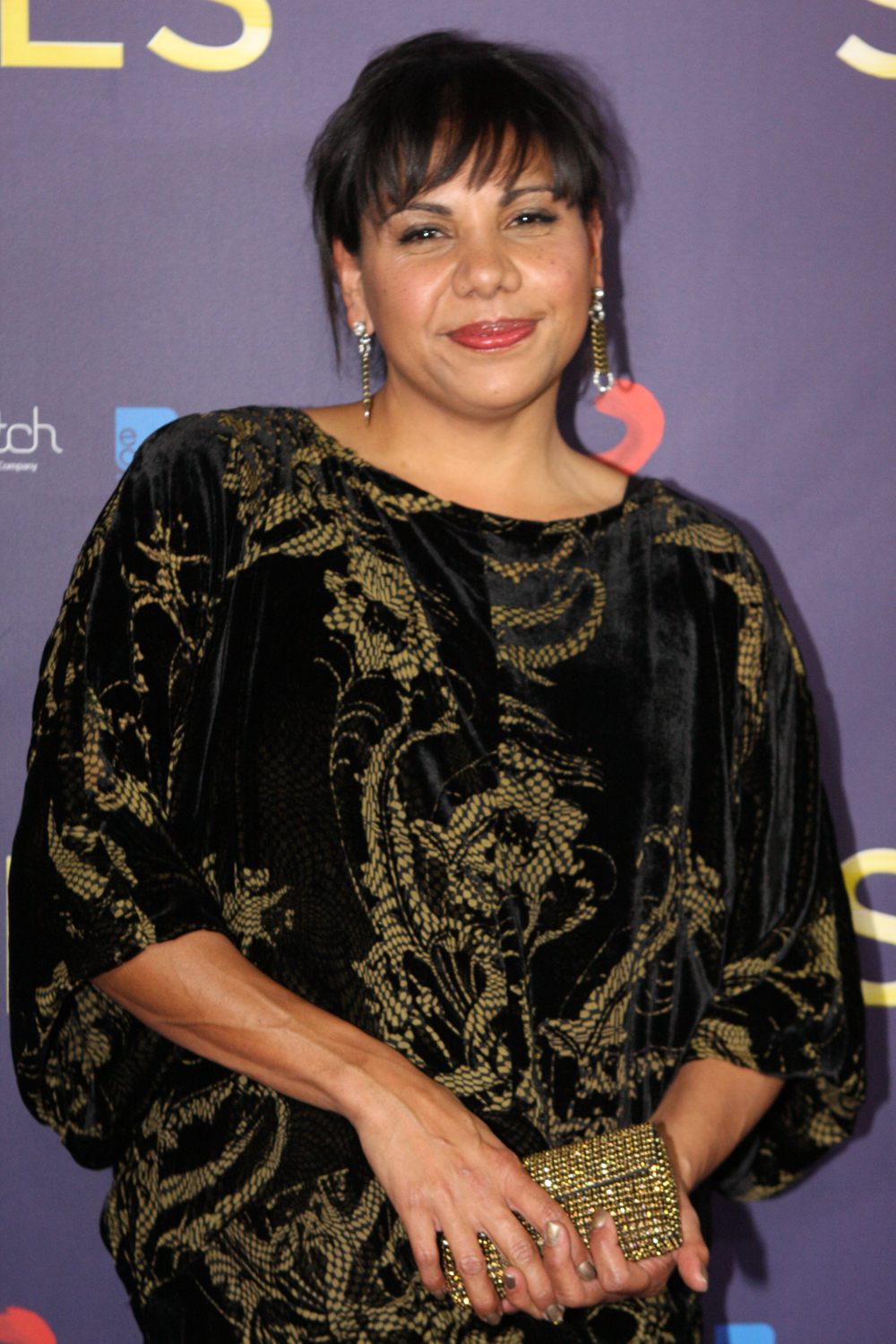
Deborah Mailman
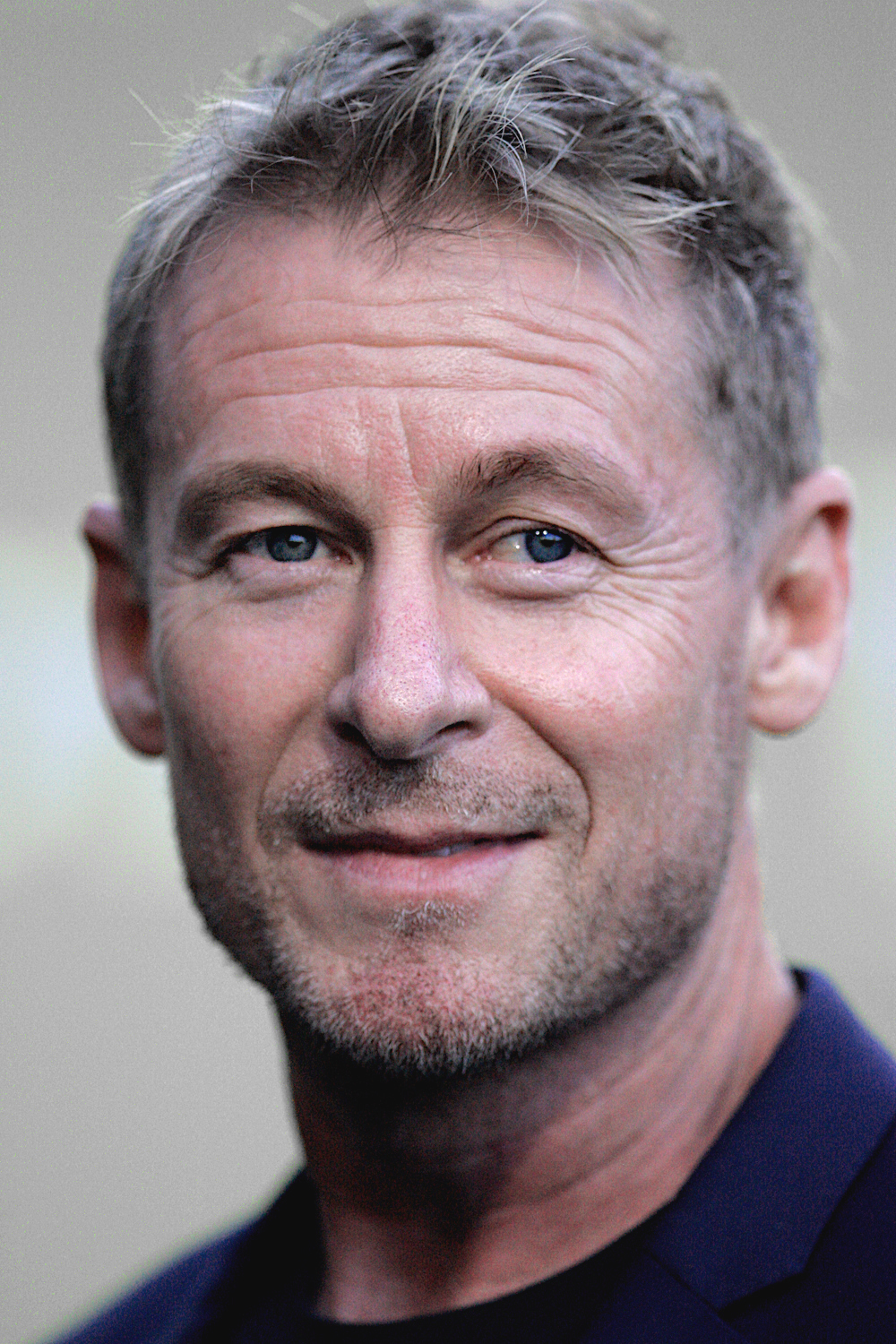
Richard Roxburgh
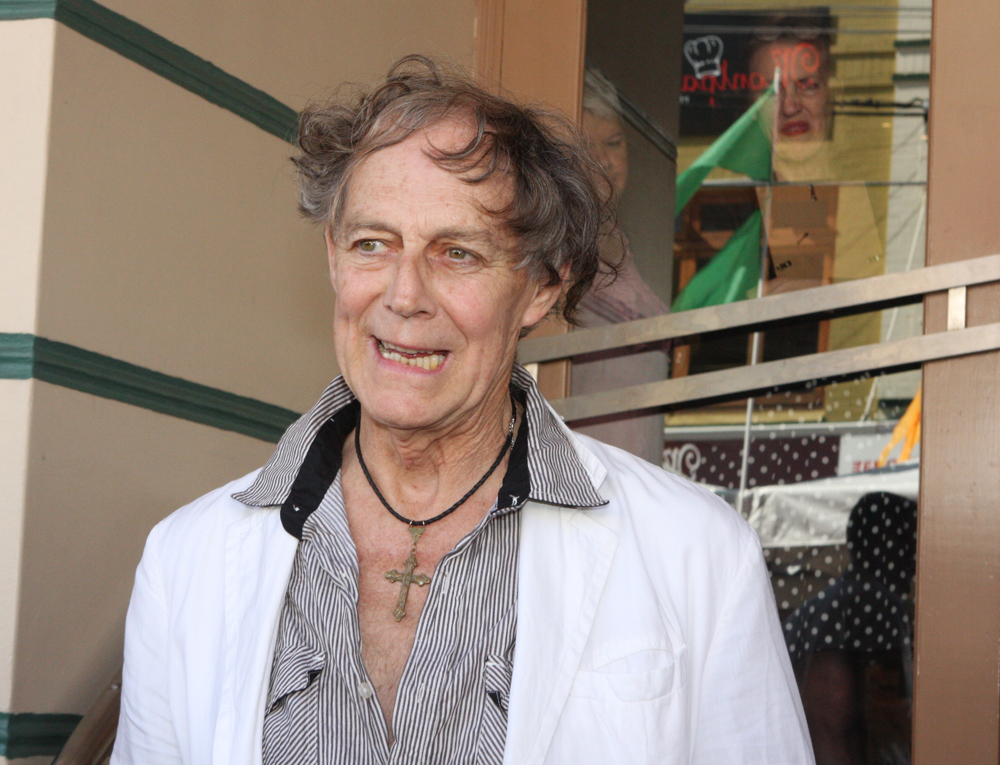
Barry Otto
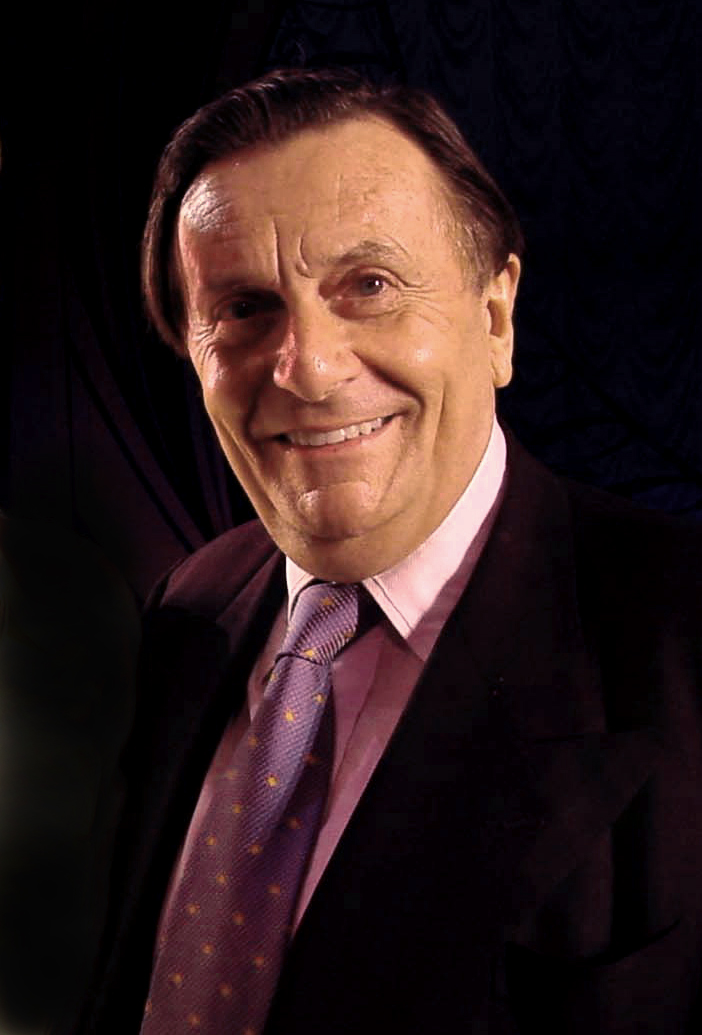
Barry Humphries